# FNNプライムニュース α
『FNNプライムニュース α』（エフエヌエヌプライムニュース アルファ、ラテン文字表記：FNN PRIME news alpha）は、フジテレビ系列で2018年（平成30年）4月2日から2019年（平成31年）3月30日まで、毎週月曜日から木曜日 23:40 - 翌0:25（JST）および土曜日 0:10 - 0:55（金曜日深夜、JST）に生放送されていた平日深夜最終版の報道番組で、フジニュースネットワークの冠番組。

## 概要
フジテレビは、2018年4月改編で、BSフジ双方でニュース番組を『プライムニュース』としてブランドを統一した上でリニューアルし、半年間放送されていた『THE NEWSα』のリニューアル版番組として放送開始する。また、本番組の開始に伴い『ニュースJAPAN』の終了以来、3年ぶりにニュース系列の冠がつく平日深夜最終版ニュースとなる。
番組テーマカラーやテロップは   パープル（紫）。
メインキャスターは『THE NEWSα』に続き、月 - 木曜日には椿原慶子（フジテレビアナウンサー）、土曜日未明（金曜日深夜）には松村未央（フジテレビアナウンサー）をそれぞれ起用する。また、フィールドキャスターには同番組に続き、安宅晃樹（フジテレビアナウンサー）を起用する。
当番組では、「働く人のためのニュース番組」という番組コンセプトや、その日あったことが短時間でわかる構成が『THE NEWSα』から継承されている。また、以前は天気コーナーはなかったが2018年11月5日よりエンディングで放送されている。
2018年9月に、土曜日未明を担当していた松村が産休取得のため降板。後任として、竹内友佳（フジテレビアナウンサー）が起用された。
2019年4月から、フジテレビの報道番組の統一ブランドが『Live News』に変更されることを受け、当番組は同年3月30日をもって終了した。同年4月2日からは後継番組として『FNN Live News α』を開始。番組終了時点でメインキャスターを務めていた椿原・竹内は当該枠から降板し、同番組には月 - 木曜版に三田友梨佳（フジテレビアナウンサー）、土曜未明に放送の金曜版に内田嶺衣奈（フジテレビアナウンサー）をそれぞれメインキャスターとして起用した一方、安宅・内野・鈴木は同番組に続投となった。
福井テレビでは『協力：中日新聞』と表示されていた。

## 出演者

### キャスター
| 期間 | 期間      | メーン       | メーン           | スポーツ    | スポーツ         | フィールド   |
| 期間 | 期間      | 月 - 木曜日  | 土曜日（金曜版） | 月 - 木曜日 | 土曜日（金曜版） | フィールド   |
| --- | --------- | ------------ | ---------------- | ----------- | ---------------- | ------------ |
| 2018.4.2 | 2018.9.15 | 椿原慶子1・2 | 松村未央1・3     | 内野泰輔6   | 鈴木唯1・3・4・6 | 安宅晃樹1・7 |
| 2018.9.17 | 2019.3.30 | 椿原慶子1・2 | 竹内友佳5        | 内野泰輔6   | 鈴木唯1・3・4・6 | 安宅晃樹1・7 |
| - 全員出演時点ではフジテレビアナウンサー。 - 1 『THE NEWSα』から続役。 - 2 『Mr.サンデー』を兼務。 - 3 『S-PARK』を兼務（松村は日曜未明・日曜深夜の両方、鈴木は日曜未明のみ）。 - 4 『めざましテレビ』を兼務。 - 5 『BSフジLIVE プライムニュース』を兼務。 - 6 『FNN Live News α』も続投。 - 7 木曜・土曜〈金曜深夜〉のみ『FNN Live News α』も続投。 |           |              |                  |             |                  |              |

### コメンテーター
| 期間 | 期間       | 月曜日       | 火曜日    | 水曜日 | 木曜日       | 土曜日（金曜版） |
| --- | ---------- | ------------ | --------- | ------ | ------------ | ---------------- |
| 2018.4.2 | 2018.12.29 | 萱野稔人1・2 | 松江英夫2 | 森田章 | 佐々木紀彦2  | 萱野稔人1・2     |
| 2019.1.8 | 2019.3.30  | 萱野稔人1・2 | 松江英夫2 | 森田章 | （週替わり） | 萱野稔人1・2     |
| - 番組終了時点のコメンテーターは、全員『FNN Live News α』も続投。 - 1 『ユアタイム』から続投。 - 2 『THE NEWSα』から続役。 |            |              |           |        |              |                  |

## 放送内容
一部のニュース取材VTRは、『イブニング』の映像を二次使用している（ナレーションとテロップは差し替えている）。これは、取材リポーターが『イブニング』のフィールドキャスター（実質的に兼任）が担当しているためである。この方式は、前番組である『FNNスーパーニュース』～『みんなのニュース』と『ニュースJAPAN』～『THE NEWSα』のやり方と全く同じである。
また、ニュースの内容によっては、同日夜にBSフジで放送された『BSフジLIVE プライムニュース』の映像を二次使用することもある。

### コーナー
- α ism - 『THE NEWSα』から継続。本番組が見つけたαな感性に注目したものを特集形式で伝えた。
- スポーツニュース - その日のスポーツニュースをストレートニュース形式で伝えるとともに、フジテレビ系が特に力を入れるスポーツイベントのミニ特集を行う。時間が大幅に削減された影響もあり、スポーツ専従のコメンテーターはレギュラーでは出演せず、重要なスポーツイベントがある時に出演する程度である。
- 天気予報 - 「PRIME FOCUS」に代わるエンディングコーナーとして、2018年11月5日から2019年3月27日まで放送。メインキャスターが全国の天気を伝えた。ただ、放送直前または放送中に緊急ニュースが入るなどして割愛される時もあった。
- PRIME FOCUS - 2018年11月3日までエンディングで放送されていた。地上波プライムニュース共通のコーナー名であるが、本番組ではメインキャスターがその日のニュースを1つ取り上げてコメントするというものだった。

## テーマ曲
- 2018年4月2日 - 放送終了：オリジナル曲（亀田誠治）[6]

## 放送時間
- 月曜 - 木曜 23:40 - 翌0:25
- 土曜 0:10 - 0:55（金曜深夜）

## ネット局
| 放送対象地域   | 放送局                      | 系列           | 放送日時       | 放送日時         |
| 放送対象地域   | 放送局                      | 系列           | 月 - 木曜      | 土曜（金曜深夜） |
| -------------- | --------------------------- | -------------- | -------------- | ---------------- |
| 関東広域圏     | フジテレビ（CX） 【制作局】 | フジテレビ系列 | 23:40 - 翌0:25 | 0:10 - 0:55      |
| 北海道         | 北海道文化放送（uhb）       | フジテレビ系列 | 23:40 - 翌0:25 | 0:10 - 0:55      |
| 岩手県         | 岩手めんこいテレビ（mit）   | フジテレビ系列 | 23:40 - 翌0:25 | 0:10 - 0:55      |
| 宮城県         | 仙台放送（OX）              | フジテレビ系列 | 23:40 - 翌0:25 | 0:10 - 0:55      |
| 秋田県         | 秋田テレビ（AKT）           | フジテレビ系列 | 23:40 - 翌0:25 | 0:10 - 0:55      |
| 山形県         | さくらんぼテレビ（SAY）     | フジテレビ系列 | 23:40 - 翌0:25 | 0:10 - 0:55      |
| 福島県         | 福島テレビ（FTV）           | フジテレビ系列 | 23:40 - 翌0:25 | 0:10 - 0:55      |
| 長野県         | 長野放送（NBS）             | フジテレビ系列 | 23:40 - 翌0:25 | 0:10 - 0:55      |
| 新潟県         | 新潟総合テレビ（NST）       | フジテレビ系列 | 23:40 - 翌0:25 | 0:10 - 0:55      |
| 静岡県         | テレビ静岡（SUT）           | フジテレビ系列 | 23:40 - 翌0:25 | 0:10 - 0:55      |
| 富山県         | 富山テレビ（BBT）           | フジテレビ系列 | 23:40 - 翌0:25 | 0:10 - 0:55      |
| 石川県         | 石川テレビ（ITC）           | フジテレビ系列 | 23:40 - 翌0:25 | 0:10 - 0:55      |
| 福井県         | 福井テレビ（FTB）           | フジテレビ系列 | 23:40 - 翌0:25 | 0:10 - 0:55      |
| 中京広域圏     | 東海テレビ（THK）           | フジテレビ系列 | 23:40 - 翌0:25 | 0:10 - 0:55      |
| 近畿広域圏     | 関西テレビ（KTV）           | フジテレビ系列 | 23:40 - 翌0:25 | 0:10 - 0:55      |
| 島根県・鳥取県 | 山陰中央テレビ（TSK）       | フジテレビ系列 | 23:40 - 翌0:25 | 0:10 - 0:55      |
| 岡山県・香川県 | 岡山放送（OHK）             | フジテレビ系列 | 23:40 - 翌0:25 | 0:10 - 0:55      |
| 広島県         | テレビ新広島（tss）         | フジテレビ系列 | 23:40 - 翌0:25 | 0:10 - 0:55      |
| 愛媛県         | テレビ愛媛（EBC）           | フジテレビ系列 | 23:40 - 翌0:25 | 0:10 - 0:55      |
| 高知県         | 高知さんさんテレビ（KSS）   | フジテレビ系列 | 23:40 - 翌0:25 | 0:10 - 0:55      |
| 福岡県         | テレビ西日本（TNC）         | フジテレビ系列 | 23:40 - 翌0:25 | 0:10 - 0:55      |
| 佐賀県         | サガテレビ（sts）           | フジテレビ系列 | 23:40 - 翌0:25 | 0:10 - 0:55      |
| 長崎県         | テレビ長崎（KTN）           | フジテレビ系列 | 23:40 - 翌0:25 | 0:10 - 0:55      |
| 熊本県         | テレビ熊本（TKU）           | フジテレビ系列 | 23:40 - 翌0:25 | 0:10 - 0:55      |
| 鹿児島県       | 鹿児島テレビ（KTS）         | フジテレビ系列 | 23:40 - 翌0:25 | 0:10 - 0:55      |
| 沖縄県         | 沖縄テレビ（OTV）           | フジテレビ系列 | 23:40 - 翌0:25 | 0:10 - 0:55      |